# Corybas iridescens
Corybas iridescens är en orkidéart som beskrevs av Irwin och Brian Peter John Molloy. Corybas iridescens ingår i släktet Corybas, och familjen orkidéer. Inga underarter finns listade i Catalogue of Life.